# 12.º Regimiento Panzer SS Hitlerjugend
El 12.º Regimiento Panzer SS Hitlerjugend (12. SS-Panzer-Regiment Hitlerjugend) fue una unidad militar de la Waffen-SS durante la Segunda Guerra Mundial.

## Historia
Formado el 3 de noviembre de 1943 con un batallón de Pzkpfw V y otro de Pzkpfw IV (cada uno con cuatro Compañías). El regimiento fue diezmado en la Bolsa de Falaise, en agosto de 1944. Fue reformado con solo el I Batallón (con dos Pzkpfw V y dos Compañías con Pzkpfw IV) en noviembre de 1944

## Orden de batalla
5 de abril de 1943.
'12.º SS Regimiento Panzer
-Mando del regimiento
1.º y 2.º Batallón Panzer, cada uno con:
-Mando de batallón
Pelotón Autopropulsado ligero Flack (6 - 20mm).
4 compañías panzer medias.
Compañía de ingenieros en semiorugas (40 LMG, 6 lanzallamas).
Compañía de mantenimiento panzer.

## Comandantes
- Sturmbannführer Arnold Jurgensen - (¿-?)
- Sturmbannführer Karl-Heinz Prinz - (¿-?)
- SS-Oberscharführer Richard Rudolf - (¿-?)
- Sturmbannführer Hans Siegfried Siegel - (¿-?)
- SS-Oberführer Max Wunsche - (¿?)

## Condecoraciones

### Cruz de Caballero de la Cruz de Hierro con Hojas de Roble
- SS-Oberführer Max Wunsche - (11 de agosto de 1944), comandante

#### Cruz de Caballero
- Sturmbannführer Karl-Heinz Prinz - (11 de julio de 1944), comandante del II Batallón
- Sturmbannführer Hans Siegfried Siegel - (23 de agosto de 1944), comandante de la 8.º Compañía/II Batallón
- Sturmbannführer Arnold Jurgensen - (16 de octubre de 1944), comandante del I Batallón
- SS-Oberscharführer Richard Rudolf - (8 de noviembre de 1944), comandante de la 9.º Compañía